# 旧金山四季酒店
旧金山四季酒店（英語：Four Seasons San Francisco）是一座位于美国旧金山的酒店，属于四季酒店集团。这是设有277间客房的四星级酒店，还有142个公寓单位和一些零售商店.因为酒店有398英尺（121米）高，因此非线性粘滞阻尼器被安装在酒店大楼顶部，帮助抑制了来自太平洋的大风而导致的摇摆。它在2001年1月，是旧金山在21世纪第一栋落成的摩天大厦。